# WTA Finals 2024 – ženská dvouhra
Ženská dvouhra WTA Finals 2024 probíhala v první polovině listopadu 2024, jakožto závěrečný turnaj ženské profesionální sezóny. Do singlové soutěže Turnaje mistryň, premiérově hrané v saúdskoarabské metropoli Rijádu, nastoupilo sedm nejvýše postavených hráček na žebříčku Race to the WTA Finals a jako osmá singlistka kvalifikována podle dalších kritérií. Obhájkyní titulu byla polská světová dvojka Iga Świąteková, která dohrála ve skupinové fázi. Od znovuzavedení skupinového formátu v roce 2003 se stala čtvrtou účastnicí, jež nepostoupila do semifinále, přestože vyhrála dvě utkání. V tomto ohledu navázala na Davenportovou (2004), Ivanovićovou (2014) a Plíškovou (2021).
První trofej na Turnaji mistryň vybojovala 20letá Američanka Coco Gauffová jako nejmladší šampionka od 17leté Šarapovové v roce 2004 a nejmladší taková Američanka od 20leté Sereny Williamsové v roce 2001. Devátý titul na okuhu WTA Tour z ní učinil první tenistku otevřené éry, která vyhrála prvních osm kariérních finále na tvrdém povrchu. Celkově představovala dvacátou sedmou šampionku závěrečné události a dvanáctou od roku 2003, jež zvítězila přes porážku v turnaji.

## Boj o konečnou jedničku ve prospěch Sabalenkové
Úřadující světová jednička Aryna Sabalenková a dvojka Iga Świąteková vstoupily do turnaje jako soupeřky o post světové jedničky a završení sezóny na čele konečného žebříčku WTA.
Sabalenková si poprvé v kariéře zajistila pozici konečné jedničky úvodními dvěma výhrami a souběžnou porážkou Świątekové ve druhém utkání. V průběžné klasifikaci tak Sabalenková disponovala 9 416 body. Polka už ji nemohla předstihnout, když by i výhrou ve třetí dvouhře a následném zisku titulu měla jen 9 270 bodů.

## Turnaj
Účast z předcházejícího ročníku obhájily světová jednička Aryna Sabalenková, Iga Świąteková, Američanky Coco Gauffová s Jessicou Pegulaovou a Kazachstánka Jelena Rybakinová. Dvěma debutantkami se staly čínská olympijská vítězka Čeng Čchin-wen a Italka Jasmine Paoliniová, která jako jediná startující v ročníku nastoupila do obou soutěží včetně čtyřhry. Až dvanáctá v pořadí žebříčku WTA Race Barbora Krejčíková se kvalifikovala díky zisku grandslamové trofeje ve Wimbledonu a postavení do 20. místa v této verzi žebříčku. Z osmého účastnického místa tak odsunula Emmu Navarrovou, která odmítla pozici náhradnice, když se necítila být zcela zotavena po proběhlé nemoci. Rovněž jako v předchozím ročníku se nejstarší účastnicí stala 30letá Pegulaová a nejmladší 20letá Gauffová. Náhradnicemi byly Darja Kasatkinová s Danielle Collinsovou.
Po dvou prohrách z turnaje odstoupila Jessica Pegulaová kvůli zranění kolene. Ve třetím utkání ji nahradila světová devítka Darja Kasatkinová. Od znovuzavedení skupinového formátu v roce 2003 se stala desátou náhradnicí – a čtvrtou od roku 2012, která zasáhla do dvouhry. Naposledy předtím se tak stalo v roce 2019, kdy se do soutěže zapojily obě náhradnice Kiki Bertensová i Sofia Keninová. Kasatkinová však na Świątekovou uhrála jediný game a 51minutová délka klání znamenala nejkratší zápas Turnaje mistryň za nejméně osm předchozích ročníků. Polka tím přerušila svou nejdelší sérii čtyř proher s členkami z první světové desítky.
Barbora Krejčíková si postup ze skupiny do semifinále zajistila závěrečnou dvousetovou výhrou nad Coco Gauffovou. Aby postoupila na úkor Świątekové, musela duel vyhrát. Po jeho zvládnutí tak měly všechny tři tenistky v závěrečném hodnocení po jedné vzájemné výhře i prohře, při poměru utkání 2–1. O jejich pořadí rozhodla celková úspěšnost setů, u Krejčíkové 5–2 (71,4%), u Gauffové 4–2 (66,7%) a u nepostupující Świątekové 4–3 (57,1%). Světová třináctka Krejčíková postoupila do semifinále jako nejníže postavená tenistka od čtrnácté ženy klasifikace Sandrine Testudové v roce 2001. Stala se rovněž první hráčkou postavenou mimo Top 10 od Jeleny Dementěvové v roce 2000, která na turnaji vyhrála dva zápasy.
Aryna Sabalenková obhájila semifinálovou účast jako první světová jednička od Sereny Williamsové v ročnících 2013 a 2014. Její osmizápasovou neporazitelnost proti členkám první světové desítky ukončila v závěru skupiny Rybakinová. V semifinále podlehla 20leté Coco Gauffové, která postoupila do finále jako nejmladší od Wozniacké v roce 2010. Americká světová trojka představovala třetí singlistku závěrečné akce od roku 2010, jež v jediném ročníku porazila první dvě hráčky světového žebříčku. Sabalenková zakončila sezónu s nejvyšším počtem 40 výher na tvrdém povrchu.
22letá Čeng Čchin-wen postoupila do semifinále Turnaje mistryň jako nejmladší debutantka od Muguruzaové v roce 2015 a do finále jako nejmladší debutantka od Kvitové v roce 2011. Po semifinálové výhře nad Krejčíkovou její zápasová bilance od Wimbledonu 2024 činila 31–5, znamenající v daném období nejlepší výkon z hráček okruhu. Celková sezónní bilance před finále 52–17 znamenala, že se stala první Číňankou v otevřené éře, která vyhrála více než 50 zápasů během kalendářního roku.

### První titul pro Coco Gauffovou
| Statistiky finále        | Statistiky finále   | Statistiky finále |
| Gauffová                 |                     | Čeng              |
| ------------------------ | ------------------- | ----------------- |
| 5                        | esa                 | 4                 |
| 4                        | dvojchyby           | 1                 |
| 64 %                     | 1. podání do dvorce | 61 %              |
| 70 %                     | úspěšnost 1. podání | 63 %              |
| 36 %                     | úspěšnost 2. podání | 39 %              |
| 21                       | vítězné míče        | 23                |
| 44                       | nevynucené chyby    | 64                |
| 5/14                     | brejkboly           | 5/12              |
| 117                      | získané body        | 109               |
| délka utkání 3.04 hodiny |                     |                   |

Vítězkou se stala Američanka Coco Gauffová, která ve finále zdolala Číňanku Čeng Čchin-wen po třísetovém dramatu 3–6, 6–4 a 7–6. Stejně jako v jediném předchozím vzájemném duelu na Italian Open 2024 soupeřku porazila. Přitom se několikrát vrátila do zápasu, když po ztrátě úvodní sady dotahovala prohrané podání ve druhém setu. Dvakrát ztratila jako první servis i ve třetím dějství. Číňanka tak podávala v rozhodující sadě za stavu gamů 5–4 na vítězství, ale hru ztratila. Gauffová měla první dva mečboly zápasu při poměru 6–5. Čeng však nepřipustila ukončení a po odvrácení mečbolů rozhodl tiebreak. V něm dominovala Gauffová, když si vypracovala vedení míčů 6–0. Proměnila v něm třetí, a celkově pátý, mečbol. Časem 3 hodiny a 4 minuty se jednalo o nejdelší finále Turnaje mistryň od začátku počítání časových statistik v roce 2008, druhé nejdelší finále sezóny po Madrid Open (3:11 hod) a 69. více než tříhodinový zápas dvouhry v sezóně.
Po triumfech v Aucklandu a Pekingu vybojovala Gauffová třetí singlovou trofej v probíhající sezóně a devátou na okruhu WTA Tour. Již pekingským titulem v říjnu 2024 se stala první tenistkou otevřené éry, která vyhrála prvních sedm finále na tvrdém povrchu. Tento poměr v Rijádu navýšila na 8–0, při kariérní finálové bilanci 9–1. Na závěrečné události roku odehrála s Čengovou finále s nejnižším součtem věků – 42 let a 271 dní, od 17leté Marie Šarapovové a 23leté Sereny Williamsové v roce 2004, když Gauffové bylo 20 let a Čengové 22 let. Gauffová se stala nejmladší šampionkou právě od 17leté Šarapovové z ročníku 2004 a nejmladší přemožitelkou světové jedničky i dvojky na jediném turnaji od 19leté Šarapovové na US Open 2006. Představovala rovněž čtvrtou americkou šampionku před dovršením 21 let, po Chris Evertové (1972, 1973 a 1975), Tracy Austinové (1980) a Sereně Williamsové (2001). Od začátku počítání statistik WTA v roce 1990 představovala druhou Američanku mladší 21 let, která na jediném turnaji porazila čtyři členky z první světové desítky. Navázala tím na Lindsay Davenportovou při její cestě za olympijským zlatem v Atlantě 1996. Od vyřazení v osmifinále zářijového US Open 2024 vyhrála dalších čtrnáct ze šestnácti utkání a sezónu podruhé v řadě zakončila na 3. místě žebříčku. Odměna 4 805 000 dolarů znamenala nejvyšší výdělek tenisty v předchozí historii profesionálních okruhů. O týden později její rekord překonal Sinner na Turnaji mistrů výdělkem 4 881 100 dolarů. Čeng se po skončení posunula na kariérní maximum, 5. příčku. Ve finále Turnaje mistryň se objevila jako druhá Asiatka po krajance Li Na v roce 2013. Sezónu zakončila jako lídryně v počtu zahraných es, když jich nastřílela 445, druhá Rybakinová 358 a třetí Sabalenková 307.
Gauffová se stala dvacátou sedmou šampionkou od založení Turnaje mistryň v roce 1972 a dvanáctou vítězkou od návratu skupinové fáze v roce 2003, jež získala trofej přes prohru ve skupině.

## Nasazení hráček
1. [p 1]Aryna Sabalenková (semifinále, 400 bodů, 1 035 000 USD)
2. Iga Świąteková (základní skupina, 400 bodů, 1 035 000 USD)
3. Coco Gauffová (vítězka, 1300 bodů, 4 805 000 USD)
4. Jasmine Paoliniová (základní skupina, 200 bodů, 685 000 USD)
5. Jelena Rybakinová (základní skupina, 200 bodů, 685 000 USD)
6. Jessica Pegulaová (základní skupina, odstoupila, 0 bodů, 275 000 USD)
7. Čeng Čchin-wen (finále, 800 bodů, 2 305 000 USD)
8. Barbora Krejčíková (semifinále, 400 bodů, 1 035 000 USD)

## Náhradnice
1. [p 1] Darja Kasatkinová (nahradila Pegulaovou, základní skupina, 0 bodů, 225 000 USD)
2. Danielle Collinsová (nenastoupila, 0 bodů, 140 000 USD)

Poznámky
- Emma Navarrová se kvalifikovala jako náhradnice, ale před začátkem se odhlásila.

## Soutěž
| Legenda                                                       |                                                                        |                                                   |
| - Q – kvalifikant - WC – divoká karta - LL – šťastný poražený | - Alt – náhradník - SE – zvláštní výjimka - PR/SR – žebříčková ochrana | - w/o – bez boje - r – skreč - d – diskvalifikace |

### Finálová fáze
|  | Semifinále | Semifinále         | Semifinále     | Semifinále | Semifinále |    |                | Finále | Finále | Finále | Finále | Finále |
|  |            |                    |                |            |            |    |                |        |        |        |        |        |
|  | 1          | Aryna Sabalenková  | 64             | 3          |            |    |                |        |        |        |        |        |
|  | 3          | Coco Gauffová      | 7              | 6          |            |    |                |        |        |        |        |        |
|  | 3          | Coco Gauffová      | 7              | 6          |            | 3  | Coco Gauffová  | 3      | 6      | 7      |        |        |
|  |            |                    |                |            |            | 3  | Coco Gauffová  | 3      | 6      | 7      |        |        |
|  |            | 7                  | Čeng Čchin-wen | 6          | 4          | 62 |                |        |        |        |        |        |
|  | 7          | 7                  | Čeng Čchin-wen | 6          | 4          | 62 | Čeng Čchin-wen | 6      | 7      |        |        |        |
|  | 7          |                    |                |            |            |    | Čeng Čchin-wen | 6      | 7      |        |        |        |
|  | 8          | Barbora Krejčíková | 3              | 5          |            |    |                |        |        |        |        |        |

### Purpurová skupina
|   |                    | Sabalenková   | Paoliniová    | Rybakinová         | Čeng               | Zápasy | Sety       | Hry          | Pořadí |
| 1 | Aryna Sabalenková  |               | 6–3, 7–5      | 4–6, 6–3, 1–6      | 6–3, 6–4           | 2–1    | 5–2 (71 %) | 36–30 (55 %) | 1.     |
| 4 | Jasmine Paoliniová | 3–6, 5–7      |               | 7–6(7–5), 6–4      | 1–6, 1–6           | 1–2    | 2–4 (33 %) | 23–35 (40 %) | 3.     |
| 5 | Jelena Rybakinová  | 6–4, 3–6, 6–1 | 6–7(5–7), 4–6 |                    | 6–7(4–7), 6–3, 1–6 | 1–2    | 3–5 (38 %) | 38–40 (49 %) | 4.     |
| 7 | Čeng Čchin-wen     | 3–6, 4–6      | 6–1, 6–1      | 7–6(7–4), 3–6, 6–1 |                    | 2–1    | 4–3 (57 %) | 35–27 (56 %) | 2.     |

### Oranžová skupina
|     |                                     | Świąteková                 | Gauffová                 | Pegulaová Kasatkinová      | Krejčíková               | Zápasy  | Sety       | Hry                    | Pořadí |
| 2   | Iga Świąteková                      |                            | 3–6, 4–6                 | 6–1, 6–0 (vs. Kasatkinová) | 4–6, 7–5, 6–2            | 2–1     | 4–3 (57 %) | 36–26 (58 %)           | 3.     |
| 3   | Coco Gauffová                       | 6–3, 6–4                   |                          | 6–3, 6–2 (vs. Pegulaová)   | 5–7, 4–6                 | 2–1     | 4–2 (67 %) | 33–25 (57 %)           | 2.     |
| 6 9 | Jessica Pegulaová Darja Kasatkinová | 1–6, 0–6 (vs. Kasatkinová) | 3–6, 2–6 (vs. Pegulaová) |                            | 3–6, 3–6 (vs. Pegulaová) | 0–2 0–1 | (0 %) 0–2  | 11–24 (31 %) 1–12 (8%) | X 4.   |
| 8   | Barbora Krejčíková                  | 6–4, 5–7, 2–6              | 7–5, 6–4                 | 6–3, 6–3 (vs. Pegulaová)   |                          | 2–1     | 5–2 (71 %) | 38–32 (54 %)           | 1.     |